# Mindong

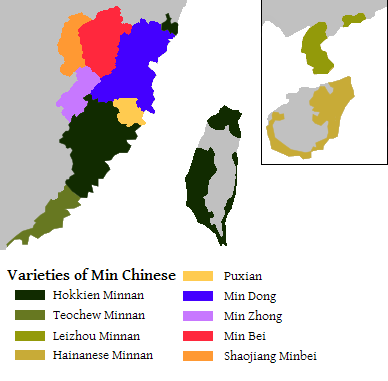
karta över Min-dialekter, Mindong markerat i violett.

Mindong, Min Dong eller östlig Min (traditionell kinesiska: 閩東語?, förenklad kinesiska: 闽东语?, pinyin: Mǐndōng yǔ) är ett språk som i huvudsak talas i östra delen av Fujian-provinsen i Kina, i och nära Fuzhou och Ningde. Fuzhou är provinshuvudstad samt den största staden i provinsen, Fuzhou-dialekt anses vara standardform för Mindong och skrivs med Foochow romanisering. Mindong talas även i Malaysia (halvön) av cirka 252 000 talare (2004) men även i mindre utsträckning i Brunei, Indonesien (Java och Bali), Singapore, Thailand och USA.
Mindong har tre större dialektuppdelningar:
1. Fuzhoudialekt (福州話)
2. Fu'an-dialekt (福安話)
3. Mango (蠻講)